# سقوط امپراتوری روم غربی

نقشه متحرک از جمهوری و امپراتوری روم طی سال‌های ۵۱۰ قبل از میلاد مسیح تا ۵۳۰ بعد از میلاد مسیح
جمهوری روم
امپراتوری روم
امپراتوری روم شرقی
امپراتوری روم غربی

سقوط امپراتوری روم غربی (یا سقوط رُم) برهه‌ای از تاریخ رومیان است به شرح زوال و انحطاط امپراتوری روم غربی چنان‌که در حفظ فرمانروایی و اجرای حکمرانی‌شان شکست خوردند و سرانجام قلمرو پهناورشان فروپاشید و تجزیه گشت. مورخین امروزی عواملی چون عدم کارایی و کمبود نفرات ارتش، کاهش سلامتی و جمعیت روم، ناپایداری اقتصاد، بی‌کفایتی امپراتورها، کشمکش‌های داخلی بر سر تصاحب قدرت، تغییرات مذهبیِ دوره‌ای و ناکارآمدی حکومت داخلی را دلیل از دست رفتن قدرت و توانایی‌ای که به رومیان امکان اعمال مؤثر بر مناطق و استان‌های تحت حکومتشان را می‌داد، عنوان می‌کنند. همچنین افزایش یافتن فشار و حملات بربرهای اطراف تمدن روم نیز حد زیادی موجب فروپاشی و نابودی آن‌ها شد. دلایل مربوط به انحطاط و سقوط روم، از موضوعات عمده و اصلی تاریخ‌نگاری دوره باستان و هم‌چنین الهام‌بخش بسیاری از گفتمان‌های جدید در باب دولت ناکام است.

## چکیدهٔ داستان سرنگونی
در زمان پادشاهی ژولیوس نپوس از آنجا که بیشتر سربازان ژرمنی تبار بودند، اورستس (فرماندهِ سربازان روم غربی) از خود شاه هم بیشتر دوست داشته میشد. پس اورستس که خود تبار رومی-ژرمنی داشت، ژولیوس را کنار زد و پسر خود رومولوس آگوستوس را پادشاه نمود. ولی پادشاهی رومولوس دير نپائيد و سپاهیان این بار به رهبری یک فرمانده ژرمن دیگر به نام اودوآکر شوریدند، اورستس را کشتند، رومولوس را تبعید و اودوآکر را شاه کردند.
 اودوآکر از زنون، امپراتور روم خاوری درخواست نمود تا او را به عنوان نجیب‌زاده و فرمانروای ایتالیا از سوی روم شرقی به رسمیت بشناسد. زنون این درخواست را پذیرفت ولی گفت نپوس، صوری هم که شده، باید امپراتور روم غربی بماند. اودواکر این سخن را پذیرفت و سکه‌های زرینی که در زمان او ضرب شد منقش به نام نپوس بود. اینگونه می‌توان نپوس را واپسین امپراتور رومی‌تبار روم باختری دانست، ولی در عمل ژولیوس نپوس در تبعید ماند و نتوانست تاج و تخت خود را بازپس گیرد.
البته زنون هم براي آسيب رساندن به دستگاه اودوآكر چندان بیکار ننشست. او تئودوریک را برانگیخت  تا در ۴۸۸ میلادی به مرزهای امپراتوری روم غربی بتازند. تئودوریک در ۴۹۳ میلادی شهر راونا را گشود. در همان سال با اودوآکر پادشاه روم غربی پیمان صلحی را بست. به شادباش این پیمان جشنی برپاشد؛ در میانهٔ همین بزم بود که تئودوریک اودکر را در حالی که به سلامتیش باده می‌نوشید با دستان خویش کشت.